# Желтогрудый дятел
Желтогрудый дя́тел (лат. Dendrocopos macei) — вид птиц из семейства дятловых. Обитает в Бутане, Бангладеш, Камбодже, Индии, Индонезии, Лаосе, Мьянме, Непале, Пакистане, Таиланде и Вьетнаме.

## Описание
Птица средних размеров. Спина чёрная, с белыми поперечными полосками. Грудь светло-коричневая. На шее заметны чёрные полосы по одной с каждой стороны. У самцов красная голова с оранжевым лбом, у самок голова чёрного цвета.

## Среда обитания
Естественная среда обитания — субтропические или тропические сухие леса, субтропические или тропические влажные низменные леса, субтропические или тропические влажные Туманные леса.